# Barry E. Wilmore
Barry Eugene „Butch“ Wilmore (* 29. Dezember 1962 in Murfreesboro, Tennessee) ist ein ehemaliger US-amerikanischer Astronaut.

## Ausbildung
Wilmore studierte nach seinem High-School-Abschluss an der Tennessee Technological University, wo er sowohl einen Bachelor als auch einen Master in Elektrotechnik erhielt. Darüber hinaus erlangte er an der University of Tennessee einen Master in Luftfahrtsystemtechnik.

## Militärlaufbahn
Nach Ende seines Studiums ließ sich Wilmore von der United States Navy rekrutieren, wo er während seiner Dienstzeit als Pilot über 5900 Stunden Flugerfahrung sammelte. Er war dabei an vier Auslandseinsätzen der US-Streitkräfte beteiligt, die ihn unter anderem nach Bosnien und Herzegowina und in den Irak führten. Er flog im Rahmen dieser Stationierungen Missionen in den Kampfflugzeugen LTV A-7E Corsair II und McDonnell Douglas F/A-18C Hornet und absolvierte während des Zweiten Golfkriegs 21 Kampfeinsätze.
Später ließ sich Wilmore zum Testpiloten ausbilden und erprobte eine modifizierte Version des Trainingsflugzeugs BAE Hawk. Zum Zeitpunkt seiner Berufung in den NASA-Astronautenkader arbeitete er als Fluglehrer für die United States Air Force.

## Astronautentätigkeit
Im Juli 2000 wurde Wilmore als Pilot Mitglied der 18. NASA-Astronautengruppe. Nach Abschluss seines zweijährigen Grundtrainings nahm er technische Aufgaben im Astronautenbüro am Johnson Space Center wahr.
Wilmore wurde im September 2008 für die Space-Shuttle-Mission STS-129 nominiert. Er startete am 16. November 2009 als Pilot der Raumfähre Atlantis zur Internationalen Raumstation (ISS). Am 27. November 2009 erfolgte der Rückflug.
Am 25. September 2014 wurde Wilmore als Mitglied von ISS-Expedition 41 an Bord von Sojus TMA-14M zur Internationalen Raumstation (ISS) gebracht. Nach der Abkopplung von Sojus TMA-13M am 10. November 2014 übernahm er das Kommando der ISS-Expedition 42. Die Rückkehr zur Erde erfolgte am 12. März 2015.
Nachdem Christopher Ferguson entschieden hatte, aus persönlichen Gründen von seiner Teilnahme am Boeing Crew Flight Test (Boe-CFT) Abstand zu nehmen, wurde Wilmore von der NASA als Kommandant für den ersten bemannten Flug des Raumschiffs CST-100 Starliner bekanntgegeben. Er trainierte bereits seit Juli 2018 als Ersatz für alle Positionen in diesem Flug. Am 5. Juni 2024 startete Wilmore gemeinsam mit Sunita Lyn Williams zur Mission Boe-CFT. Am 6. Juni dockte das Raumschiff an die Internationale Raumstation ISS an. Der Aufenthalt sollte acht Tage dauern.
Infolge technischer Probleme mit dem Raumschiff wurde der Rückflug mehrmals verschoben. Im August 2024 teilte die NASA mit, dass die beiden Astronauten Teil der SpaceX Crew-9 werden und erst im Februar 2025 mit der Crew Dragon von SpaceX zur Erde zurückkehren sollen. Im Dezember 2024 wurde der Rückflug erneut auf „frühestens Ende März“ verschoben.
Mitte Februar 2025 wurde von einer Rückkehr Mitte März ausgegangen, dafür wollte SpaceX die kommende ISS-Besatzung früher als ursprünglich geplant hochbringen. Dafür sollte auf die Benutzung des neuen Raumschiffs verzichtet werden, da dafür noch Tests ausstanden und stattdessen der bewährte Dragon 2-Transporter „Endurance“ verwendet werden. Der Rücktransport erfolgte dann am 18. März 2025. Kurz vor 19 Uhr Ortszeit landeten er, Williams sowie Nick Hague und Alexander Gorbunow vor der Küste Floridas.